# Asterius' veldtocht in Gallaecia
Asterius' veldtocht in Gallaecia  was een militaire campagne van het Romeinse leger in de provincië Gallaecia (het noordwesten van Spanje). In 420 was hier sprake van twee conflicten waarin de Romeinen interveerden, een opstand door Maximus en een oorlog tussen Sueven tegen de Vandalen en Alanen. De bevelvoering van het Romeinse leger lag in handen van Asterius, de comes Hispaniae, die ondersteund werd door hulptroepen van de gouverneur van Diocees Hispania Maurocellus.